# Grace Williams
Grace (Mary) Williams és una compositora gal·lesa que va néixer a la ciutat d'Y Barri el 19 de febrer de 1906, i hi va morir el 10 de febrer de 1977. Considerada com la compositora més notable de Gal·les, va ser una de les primeres compositores en tenir un important reconeixement nacional.

## Biografia

### Infància
Grace Williams va ser la filla major de tres germans. Des de ben petita ja va mostrar el seu interès per la música i els seus pares l'hi van encoratjar. Això va ser degut al fet que el seu pare era un estimat director d'una coral amateur, però que no creia en l'educació musical dels exercicis i els exàmens. Ell preferia ensenyar totes les partitures que tenia, un acte que encoratjava a que descobrissin la música ells sols.
La Grace a vegades tocava els piano a la coral del pare, i a casa tocava el violí en un trio amb el seu germà Glyn, violoncel·lista, i el seu pare que feia de pianista. També anava ampliant el seu coneixement de música orquestral amb enregistraments que el pare havia fet.

### Formació musical
A l'escola va destacar en matemàtiques, música i anglès, i se li va despertar un gran interès per la literatura francesa. Va mostrar facilitat per compondre i va rebre l'ajuda de la seva mestra Miss Rhyda Jones, alumna del compositor Walford Davies. Williams a vegades contemplava el mar per compondre cançons, fet que farà que el mar tingui un paper rellevant en la seva obra.
La seva educació va anar a càrrec de la Barry Grammar School and Univesity Collage, Cardiff i posteriorment va anar a estudiar a la Royal Collage of Music, Londres, allà va rebre formació dels professors Vaughan Williams i Gordon Jacob. A més a més, va tenir companyes com la Dorothy Gow i d'altres dones compositores amb les quals tindria contacte posteriorment.
L'any 1930 va rebre una beca a Viena on es va formar amb professors com Egon Wellesz. Quan va tornar a Londres, va ensenyar a la Candem School for Girls i al Southlands Collage of Education. Als anys trenta va tenir una amistat amb Benjamin Britten, el qual la va convidar a ser la seva assistent, però Williams ho rebutjar, la va substituir Imogen Holst.

### Vida com a compositora
Al tornar a Gal·les, l'any 1947, va treballar amb la BBC realitzant programes educatius. Allà, també va compondre obres per la BBC, The Royal National Eisteddfod, i festivals com a Llandaff (Cardiff). La seva obra és majoritàriament per a orquestra i per a orquestra amb cor, també va escriure dues simfonies, tres concerts i una òpera. Tanmateix, va compondre diverses cançons per a música de cambra.
Després de l'any 1955, va estar força influenciada pel seu mestre Vaughan Williams, també pel compositor Edawrd Elgar i per Richard Strauss. La seva peça Penillion for orquestra va estar escrita per a la Jove Orquestra Nacional de Gal·les. Williams Grace feia servir estructures que involucraven la quasi improvisació relacionada amb les balades tradicionals gal·leses. La seva òpera The Parlour, d'un estil més cosmopolita, està basada en una història de Guy de Maupassant. Des que va rebre el premi Welsh National Opera l'any 1966 per aquesta obra, s'ha interpretat moltes vegades, i han estat gravades diverses obres orquestrals de la compositora.

## Obra compositiva[1]

### Escènica
- The Parlour (op, 1, Williams, after G. de Maupassant: En famille), 1961, Cardiff, New Theatre, 5 May 1966

### Orquestral
- Fantasia on Welsh Nursery Tunes, 1940
- Sinfonia concertante, pf, orch, 1941
- Sym. no.1, 1943, withdrawn except Scherzo barbaro e segreto; Sea Sketches, str, 1944
- The Merry Minstrel (Williams, after J.L. Grimm and W.C. Grimm), nar, orch, 1949
- Vn Conc., 1950
- Penillion for Orchestra, 1955
- Sym. no.2, 1956
- Processional, 1962
- Tpt Conc., 1963
- Carillons, ob, orch, 1956
- Ballads, 1968
- Castell Caernarfon, 1969

### Coral
- Hymn of Praise (Gogonedawg Arglwydd) (from the 12th-century Black Book of Carmarthen, trans. Williams), chorus, orch, 1939
- The Dancers (H. Belloc, T. Chatterton, M. Sarton, K. Raine), S, female chorus, str, hp/pf, 1951-2
- All seasons hall be sweet (S.T. Coleridge and others), S, female chorus, small orch/pf, 1959
- Benedicite, SA/SATB youth chorus, orch, 1964
- Missa cambrensis, S, A, T, B, boys'chorus, chorus orch, 1971
- Ye highland and ye lowlands (anon., R. Burns, W. Scott), male chorus, pf, 1972
- Ploratione cygni (9th century), 1972
- Ave maris stella (8th century), SATB, 1973
- 2 interlined choruses: Harp Song of the Dane Women (R. Kipling), Mariners' Song (T.L. Beddoes), SATB, 2 hn, hp, 1975

### Altres vocals
- The Song of Mary (Magnificat setting), S, chbr orch, 1939
- 6 Poems of Gerard Manley Hopkins, A, str sextet, 1959
- The Billows of the Seea (W. Scott, A. Tennyson, J. Gay, anon.), A, pf, 1969
- Fairest of Stars (J. Milton), S, orch, 1973
- My Last Duchess (R. Browning), Bar, of, 1974
- other songs, folksong arr.s
- Film music